# Ameiva corax
Ameiva corax là một loài thằn lằn trong họ Teiidae. Loài này được Censky & Paulson miêu tả khoa học đầu tiên năm 1992.